# Havrøyna (Alver)
Ne doit pas être confondu avec Havrøyna.
Havrøyna est une île norvégienne dans le comté de Hordaland. Elle fait partie du territoire de l'ancienne commune de Meland, aujourd'hui rattachée à Alver (en).

## Géographie
Rocheuse et couverte d'arbres, à fleur d'eau, elle s'étend sur environ 854 m de longueur pour une largeur approximative de 484 m. Elle compte moins d'une dizaine d'habitations. 